# Rhinogobius
Rhinogobius es un género de peces de agua dulce de la familia Gobiidae y del orden de los Perciformes. Se encuentra en las regiones tropicales y templadas de Asia. La mayoría de sus especies son pequeñas y presentan a menudo, un dimorfismo sexual.

## Especies
Se reconocen 80 especies dentro del género:
- Rhinogobius albimaculatus Chen, Kottelat & Miller, 1999
- Rhinogobius aporus (J. S. Zhong & H. L. Wu, 1998)
- Rhinogobius biwaensis Takahashi & Okazaki, 2017
- Rhinogobius boa Chen & Kottelat, 2005
- Rhinogobius brunneus (Temminck & Schlegel, 1845)
- Rhinogobius bucculentus (Herre, 1927)
- Rhinogobius candidianus (Regan, 1908)
- Rhinogobius carpenteri Seale, 1910
- Rhinogobius changjiangensis Chen, Miller, Wu & Fang, 2002
- Rhinogobius changtinensis Huang & Chen, 2007
- Rhinogobius chiengmaiensis Fowler, 1934
- Rhinogobius cliffordpopei (Nichols, 1925)
- Rhinogobius davidi (Sauvage & Dabry de Thiersant, 1874)
- Rhinogobius delicatus Chen & Shao, 1996
- Rhinogobius duospilus (Herre, 1935)
- Rhinogobius estrellae Maeda, Kunishima & Palla, 2021
- Rhinogobius filamentosus (H. W. Wu, 1939)
- Rhinogobius flavoventris Herre, 1927
- Rhinogobius flumineus (Mizuno, 1960)
- Rhinogobius formosanus Oshima, 1919
- Rhinogobius genanematus Zhong & Tzeng, 1998
- Rhinogobius gigas Aonuma & Chen, 1996
- Rhinogobius giurinus (Rutter, 1897)
- Rhinogobius henchuenensis Chen & Shao, 1996
- Rhinogobius honghensis Chen, Yang & Chen, 1999
- Rhinogobius henryi (Herre, 1938)
- Rhinogobius imfasciocaudatus V. H. Nguyễn & V. B. Vo, 2005
- Rhinogobius immaculatus Li, Li & Chen, 2018
- Rhinogobius lanyuensis Chen, Miller & Fang, 1998
- Rhinogobius leavelli (Herre, 1935)
- Rhinogobius lentiginis (Wu & Zheng, 1985)
- Rhinogobius lianchengensis Wang & Chen, 2022
- Rhinogobius lindbergi Berg, 1933
- Rhinogobius lineatus Chen, Kottelat & Miller, 1999
- Rhinogobius lingtongyanensis Chen, Wang, Chen & Shao, 2022

- Rhinogobius linshuiensis Chen, Miller, Wu & Fang, 2002
- Rhinogobius lithopolychroma Li, Li, Shao, Fu & Zhou, 2024
- Rhinogobius longipinnis V. H. Nguyễn & V. B. Vo, 2005
- Rhinogobius longyanensis Chen, Cheng & Shao, 2008
- Rhinogobius lungwoensis Huang & Chen, 2007
- Rhinogobius maculafasciatus Chen & Shao, 1996
- Rhinogobius maculicervix Chen & Kottelat, 2000
- Rhinogobius mekongianus (Pellegrin & Fang, 1940)
- Rhinogobius milleri Chen & Kottelat, 2001
- Rhinogobius multimaculatus (Wu & Zheng, 1985)
- Rhinogobius nagoyae Oshima, 1919
- Rhinogobius nami Maeda, Kobayashi, Iida & Tran, 2024
- Rhinogobius nammaensis Chen & Kottelat, 2001
- Rhinogobius nandujiangensis Chen, Miller, Wu & Fang, 2002
- Rhinogobius nantaiensis Aonuma & Chen, 1996
- Rhinogobius ogasawaraensis T. Suzuki, I. S. Chen & Senou, 2011
- Rhinogobius parvus (Luo, 1989)
- Rhinogobius philippinus (Herre, 1927)
- Rhinogobius ponkouensis Huang & Chen, 2007
- Rhinogobius reticulatus Li, Zhong & Wu, 2007
- Rhinogobius rong Maeda, Kobayashi, Iida & Tran, 2024

- Rhinogobius rubrolineatus Chen & Miller, 2008
- Rhinogobius rubromaculatus Lee & Chang, 1996
- Rhinogobius sagittus Chen & Miller, 2008
- Rhinogobius sangenloensis I. S. Chen & P. J. Miller, 2013
- Rhinogobius similis T. N. Gill, 1859
- Rhinogobius sudoccidentalis Li, Li, Shao, Fu & Zhou, 2024
- Rhinogobius sulcatus Chen & Kottelat, 2005
- Rhinogobius taenigena Chen, Kottelat & Miller, 1999
- Rhinogobius tandikan Maeda, Kobayshi & Palla, 2021
- Rhinogobius telma (Suzuki, Kimura & Shibukawa, 2019)
- Rhinogobius tyoni (Suzuki, Kimura & Shibukawa, 2019)
- Rhinogobius variolatus Chen & Kottelat, 2005
- Rhinogobius vermiculatus Chen & Kottelat, 2001
- Rhinogobius virgigena Chen & Kottelat, 2005
- Rhinogobius wangchuangensis Chen, Miller, Wu & Fang, 2002
- Rhinogobius wangi Chen & Fang, 2006
- Rhinogobius wuyanlingensis Yang, Wu & Chen, 2008
- Rhinogobius wuyiensis Li & Zhong, 2007
- Rhinogobius xianshuiensis Chen, Wu & Shao, 1999
- Rhinogobius yaima (Suzuki, Oseko, Kimura & Shibukawa, 2020)
- Rhinogobius yangminshanensis Chen, Wang & Shao, 2022
- Rhinogobius yaoshanensis Luo, 1989
- Rhinogobius yonezawai Suzuki, Oseko, Kimura & Shibukawa, 2020
- Rhinogobius zhoui Li & Zhong, 2009